# Hermanas de la Caridad de la Santa Cruz
La Congregación de Hermanas de la Caridad de la Santa Cruz (oficialmente en latín: Congregatio Sororum Caritatis Sanctae Crucis) es un congregación religiosa católica femenina, de vida apostólica y de derecho pontificio, fundada en 1856 por la religiosa suiza Maria Theresia Scherer, en Ingenbohl. A las religiosas de este instituto se les conoce como hermanas de la caridad de Ingenbohl, hermanas de la Cruz de Ingenbohl o simplemente como hermanas de Ingenbohl. Sus miembros posponen a sus nombres las siglas S.C.S.C.

## Historia

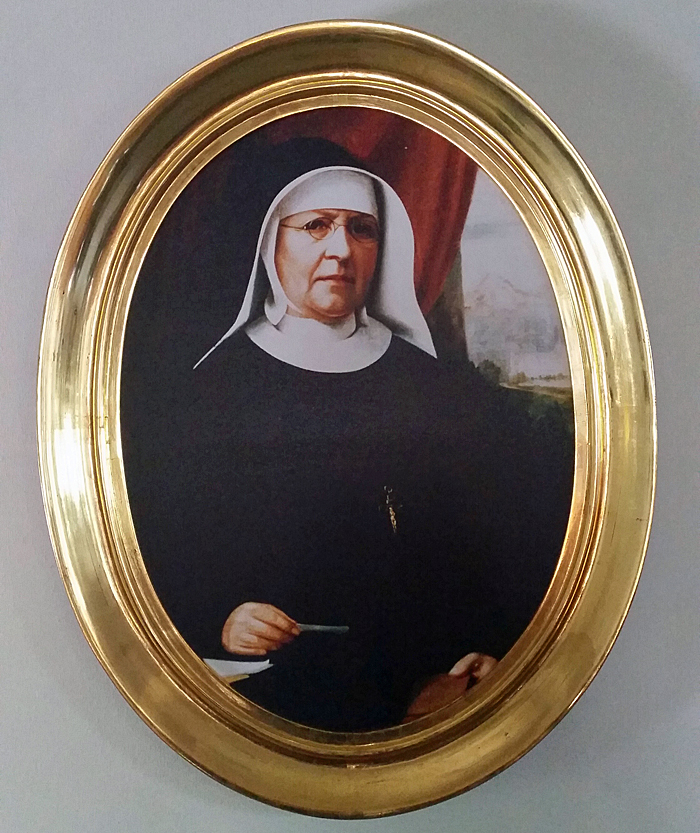
Maria Theresia Scherer (1825-1888), fundadora de la congregación, es venerada como beata en la Iglesia católica.

La congregación tiene su origen en las Hermanas de la Santa Cruz, fundadas en 1844 por el sacerdote capuchino Teodosio Florentini, con la ayuda de la religiosa Maria Theresia Scherer, para la educación primaria de las jóvenes en zonas rurales y montañosas de Suiza occidental. Luego de haber fundado la primera comunidad en Altdorf (Suiza), el fundador envió un grupo de religiosas para hacerse cargo del hospital de la Santa Cruz en Coira, para las que abrió un noviciado en Ingenbohl en 1855. Al año siguiente la comunidad de Ingenbohl se independizó de la casa madre y formó una congregación autónoma, dando origen a las Hermanas de la Caridad de la Santa Cruz.
El instituto de Ingenbohl recibió la aprobación como congregación religiosa de derecho diocesano en 1855, de Kaspar de Carl, obispo de Coira, nombrando como superiora a Scherer. Fue agregado a la Orden de los Hermanos Menores Capuchinos en 1905. El papa León XIII elevó el instituto a congregación religiosa de derecho pontificio, mediante decretum laudis del 18 de septiembre de 1894.
Entre sus religiosas destacan la fundadora Maria Theresia Scherer y la religiosa alemana Ulrica Nisch, ambas veneradas como beatas en la Iglesia católica.

## Organización
La Congregación de Hermanas de la Caridad de la Santa Cruz es un instituto religioso de derecho pontificio y centralizado, cuyo gobierno es ejercido por una superiora general, es miembro de la familia capuchina y su sede central se encuentra en Ingenbohl (Suiza).
Las hermanas de la caridad de Ingenbohl se dedican a la educación e instrucción cristiana de la juventud y a la atención de enfermos y ancianos. En 2017, el instituto contaba con 3.249 religiosas y 359 comunidades, presentes en Alemania, Austria, Brasil, Croacia, Eslovaquia, Eslovenia, Estados Unidos, Hungría, India, Italia, Kosovo, República Checa, Rumanía, Rusia, Serbia, Suiza, Taiwán y Uganda.